# قاعدة بيانات إدارة التهيئة

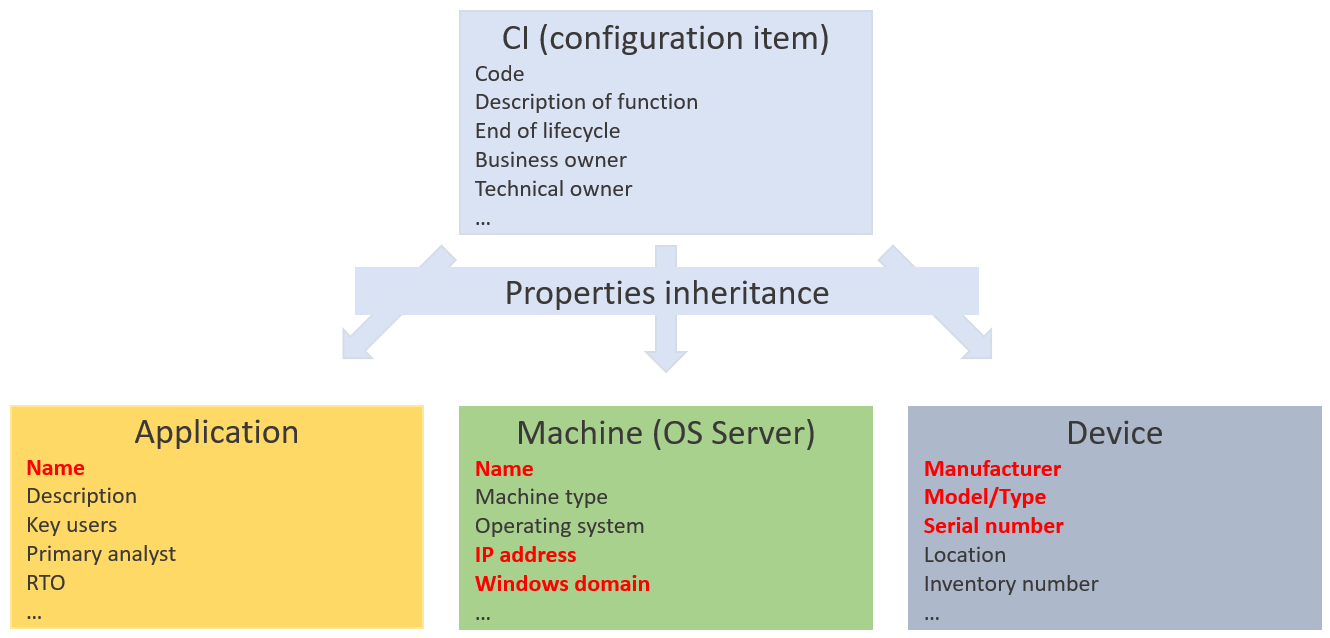
مخطط يوضح قاعدة بيانات إدارة التهيئة

قاعدة بيانات إدارة التهيئة (بالإنجليزية: Configuration management database)‏ هو مجلد يُستخدم كمستودع للبيانات لتقنية المعلومات. يحتوي على جميع المعلومات ذات الصلة حول مكونات الأجهزة والبرامج المستخدمة في خدمات تكنولوجيا المعلومات (تكنولوجيا المعلومات) الخاصة بالمؤسسة والعلاقات بين هذه المكونات . يوفر عرضًا منظمًا لبيانات التكوين ووسيلة لفحص تلك البيانات من أي منظور مرغوب.
في سياق قاعدة بيانات إدارة التهيئة ، يشار إلى مكونات نظام المعلومات كعناصر التكوين (ٍسي أي أس). يمكن أن يكون عنصر التكوين أي مكون تكنولوجيا معلومات يمكن تصوره ، بما في ذلك البرامج والأجهزة والوثائق والموظفين ، بالإضافة إلى الطريقة التي يتم بها تكوين كل CI وأي علاقة أو تبعيات فيما بينهم. تسعى عمليات إدارة التكوين إلى تحديد ومراقبة وتتبع CIs وأي تغييرات يتم إجراؤها عليها بطريقة شاملة ومنهجية.

## مزايا استخدام قاعدة بيانات إدارة التهيئة
توفر قاعدة بيانات إدارة التهيئة عرضًا مركزيًا لبيانات تكنولوجيا المعلومات ، والتي بدورها توفر لقادة تقنية المعلومات مزيدًا من التحكم في بنيتهم التحتية. يمكن لمستخدم قاعدة بيانات إدارة التهيئة تصور كل مكون فردي للبنية التحتية لتكنولوجيا المعلومات - على سبيل المثال ، جهاز تخزين أو تطبيق يعمل على خادم - مما يمنع الأخطاء الإدارية والإدارية ، ويساعد على ضمان الامتثال التنظيمي والعملية ، ويزيد من الأمان. يمكن لـ قاعدة بيانات إدارة التهيئة أيضًا تمكين قادة تكنولوجيا المعلومات من اكتشاف طرق للتوفير داخل المنظمة من خلال التخلص من موارد تكنولوجيا المعلومات غير الضرورية أو الزائدة عن الحاجة والتكاليف المرتبطة بها.
فائدة أخرى لـ قاعدة بيانات إدارة التهيئة هي القدرة على دمج البيانات من برنامج بائع آخر ، وتسوية تلك البيانات ، وتحديد أي تناقضات داخل قاعدة البيانات ، ثم ضمان مزامنة جميع البيانات. يمكن لنظام قاعدة بيانات إدارة التهيئة أيضًا دمج العمليات الأخرى المتعلقة بالتكوين ، مثل إدارة التغيير وإدارة الحوادث ، لإدارة بيئة تكنولوجيا المعلومات بشكل أفضل.